# Open d'Anvers de snooker 2013
L'Open d'Anvers 2013 est un tournoi de snooker classé mineur, qui s'est déroulé du 14 au 17 novembre 2013 à la Lotto Arena d'Anvers en Belgique.

## Déroulement
Il s'agit de la dixième épreuve du championnat européen des joueurs, une série de tournois disputés en Europe (8 épreuves) et en Asie (4 épreuves), lors desquels les joueurs doivent accumuler des points afin de se qualifier pour la grande finale à Preston.
L'événement compte un total de 248 participants, dont 128 ont atteint le tableau final. Le vainqueur remporte une prime de 25 000 €.
Le tournoi est remporté par Mark Selby lors d'une finale de gala contre Ronnie O'Sullivan par 4 manches à 3, bien que ce dernier menait 3 à 1. Selby décroche ainsi son premier titre de la saison sur le circuit européen, lui qui avait échoué en finale de l'Open de Yixing et de l'Open de Rotterdam. Judd Trump réalise son premier break maximum en carrière, au 3e tour contre Selby.

## Dotation
La répartition des prix est la suivante :
- Vainqueur : 25 000 €
- Finaliste : 12 000 €
- Demi-finaliste : 6 000 €
- Quart de finaliste : 4 000 €
- 8èmes de finale : 2 300 €
- 16èmes de finale : 1 200 €
- Deuxième tour : 700 €
- Dotation totale : 125 000 €

## Phases finales
|  | Quarts de finale au meilleur des 7 manches | Quarts de finale au meilleur des 7 manches | Quarts de finale au meilleur des 7 manches |                   |                | Demi-finales au meilleur des 7 manches | Demi-finales au meilleur des 7 manches | Demi-finales au meilleur des 7 manches |  |  | Finale au meilleur des 7 manches | Finale au meilleur des 7 manches | Finale au meilleur des 7 manches |
|  |                                            |                                            |                                            |                   |                |                                        |                                        |                                        |  |  |                                  |                                  |                                  |
|  |                                            | Aditya Mehta                               | 0                                          |                   |                |                                        |                                        |                                        |  |  |                                  |                                  |                                  |
|  |                                            | Jack Lisowski                              | 4                                          |                   |                |                                        |                                        |                                        |  |  |                                  |                                  |                                  |
|  |                                            | Jack Lisowski                              | 4                                          |                   | Jack Lisowski  | 2                                      |                                        |                                        |  |  |                                  |                                  |                                  |
|  |                                            |                                            |                                            |                   | Jack Lisowski  | 2                                      |                                        |                                        |  |  |                                  |                                  |                                  |
|  |                                            |                                            | Mark Selby                                 | 4                 |                |                                        |                                        |                                        |  |  |                                  |                                  |                                  |
|  |                                            | Mark Selby                                 | Mark Selby                                 | 4                 | 4              |                                        |                                        |                                        |  |  |                                  |                                  |                                  |
|  |                                            | Mark Selby                                 |                                            |                   | 4              |                                        |                                        |                                        |  |  |                                  |                                  |                                  |
|  |                                            | Ding Junhui                                | 1                                          |                   |                |                                        |                                        |                                        |  |  |                                  |                                  |                                  |
|  |                                            |                                            |                                            |                   |                |                                        |                                        |                                        |  |  |                                  | Mark Selby                       | 4                                |
|  |                                            |                                            |                                            | Ronnie O'Sullivan | 3              |                                        |                                        |                                        |  |  |                                  |                                  |                                  |
|  |                                            | Ben Woollaston                             | 4                                          |                   |                |                                        |                                        |                                        |  |  |                                  |                                  |                                  |
|  |                                            | Joel Walker                                | 3                                          |                   |                |                                        |                                        |                                        |  |  |                                  |                                  |                                  |
|  |                                            | Joel Walker                                | 3                                          |                   | Ben Woollaston | 2                                      |                                        |                                        |  |  |                                  |                                  |                                  |
|  |                                            |                                            |                                            |                   | Ben Woollaston | 2                                      |                                        |                                        |  |  |                                  |                                  |                                  |
|  |                                            |                                            | Ronnie O'Sullivan                          | 4                 |                |                                        |                                        |                                        |  |  |                                  |                                  |                                  |
|  |                                            | Joe Perry                                  | Ronnie O'Sullivan                          | 4                 | 0              |                                        |                                        |                                        |  |  |                                  |                                  |                                  |
|  |                                            | Joe Perry                                  |                                            |                   | 0              |                                        |                                        |                                        |  |  |                                  |                                  |                                  |
|  |                                            | Ronnie O'Sullivan                          | 4                                          |                   |                |                                        |                                        |                                        |  |  |                                  |                                  |                                  |

## Finale
| Finale au meilleur des 7 manches Arbitre : Hilda Moens |                          |                              |
| Mark Selby Angleterre                                  | 4 - 3 ( - )              | Ronnie O'Sullivan Angleterre |
| 1 126                                                  | Centuries Meilleur break | 0 74                         |
| Mark Selby remporte l'Open d'Anvers 2013               |                          |                              |